# Orthodoxie et hétérodoxie en économie
 (janvier 2024).
Améliorez-le ou discutez des points à vérifier. 
L'orthodoxie et l'hétérodoxie en économie renvoient à l'opposition entre les théories et thèses économiques considérées comme faisant partie du mainstream, c'est-à-dire du consensus, et celles appartenant à des écoles de pensée économiques marginales, refusant l'orthodoxie. Le contenu de l'orthodoxie et de l'hétérodoxie évolue en fonction des théories et paradigmes qui acquièrent une place dominante au niveau institutionnel au point de marginaliser les autres.

## Définition
Pour Tony Lawson, l'économie hétérodoxe est un terme générique utilisé pour réunir des traditions économiques très différentes : post-kéynésianisme, institutionnalisme, économie féministe, économie sociale, économie marxienne, économie autrichienne, etc.
Chaque tradition hétérodoxe a généralement pour points communs :
- un ensemble de thèmes récurrents qui lui sont propres, relativement abstraits ;
- une multiplicité de tentatives de construire des théories et de proposer des politiques qui constituent une alternative à la position dominante à partir de ces thèmes ;
- une reconnaissance à posteriori qu'il est impossible de trouver un accord sur une politique donnée ou une position méthodologique spécifique. L'opposition à l'économie orthodoxe devient alors le seul point commun.

Plusieurs auteurs notent ainsi que la principale caractéristique du post-keynésianisme est le rejet de l'école néoclassique.
L'orthodoxie accorde à l'inverse une une large confiance à l'efficacité de la régulation de l'économie par les marchés.

## Histoire et exemples
Hétérodoxie passée
Dans les années 1930, Keynes était considéré hétérodoxe pour voir soutenu les dépenses publiques d’investissement, lors de la Grande Crise quand Arthur Pigou demandait des économies.
Plus tard, le courant hétérodoxe de Jean Cartelier et Michel de Vroey ont critiqué l'ambition de l’École française de la Régulation de Michel Aglietta, Bernard Billaudot, Robert Boyer, Benjamin Coriat, Alain Lipietz, Jacques Mistral. Pour eux, l'hétérodoxie se positionnerait relativement à la théorie néoclassique et pourrait s’exprimer énoncée dans son langage.
Exemples actuels
De nos jours, au contraire des hétérodoxes, des personnes comme Jean Tirole (prix « Nobel » d'économie) ou Philippe Aghion sont perçues comme orthodoxes.
La place des économistes hétérodoxes dans la presse écrite est entre 0,5 et 30%.

## Limites des connaissances sur l'économie
Sur le caractère scientifique de l'économie, Jean Tirole estime "qu’il est vrai que les économistes ne savent pas tout, loin de là. Comme l’ingénieur, l’économiste développe des modèles pour comprendre l’essentiel de la situation, en teste la robustesse par rapport aux hypothèses et en mesure la validité économétriquement ou en laboratoire. L’économie se situe à cet égard au niveau de la climatologie ou de la médecine, qui a réalisé des progrès remarquables, mais parfois ne parvient toujours pas à guérir un rhume. Le caractère scientifique de l’économie n’est pas en question, mais il s’agit d’une science complexe, que l’on ne comprend pas toujours".

## Critique des outils utilisés
Une critique régulièrement adressée[Par qui ?] aux économistes orthodoxes est que les hypothèses de leurs modèles sont irréalistes. David Romer répond que « le but d’un modèle n’est pas d’être réaliste. En effet, nous possédons déjà un modèle complètement réaliste : c’est le monde réel lui-même. Or ce ‘modèle’ est trop compliqué pour être compréhensible. … Ce n’est que lorsqu’un postulat simplificateur aboutit à un modèle qui fournit des réponses incorrectes aux questions auxquelles il est censé répondre que son manque de réalisme peut être considéré comme une imperfection. … [Sinon] son manque de réalisme est alors une vertu. Dans ce cas, le postulat simplificateur permet d’isoler certains effets et d’en faciliter la compréhension ».
L'utilisation des mathématiques en économie est aussi régulièrement remise en cause.

## Importance de la théorie et de l'expérience
Jean Tirole dans un mémo Assumption in economics : « La théorie fournit le cadre conceptuel. C'est également la clé pour comprendre les données. Sans théorie – c'est-à-dire sans système d'interprétation – les données sont au mieux un ensemble d'observations et de corrélations intéressantes, sans implications claires pour la politique économique. Inversement, une théorie est enrichie de preuves empiriques, qui peuvent invalider ses hypothèses ou ses conclusions et peuvent ainsi l'améliorer ou la renverser. Ce travail empirique s'est étendu pour dominer l'économie dominante est en fait une bonne nouvelle pour la théorie, en raison de leur complémentarité ».
Pierre Cahuc et André Zylberberg avancent que « l'économie est devenue une science expérimentale ».

## Critiques des institutions de la recherche en économie
Selon Pierre Cahuc et André Zylberberg, les études publiées dans des revues académiques, ayant subi un processus de relecture par les pairs, permettent, lorsqu'elles produisent des résultats convergents, de produire l'image la plus fiable sur l'état du monde. Le « négationnisme scientifique », notamment économique, est alors l'attitude de ceux qui s'opposent sans justification, selon les auteurs, à ces résultats, prétendant souvent s'opposer à la « pensée unique » ou mettre en lumière des failles de la recherche « orthodoxe » : les auteurs citent comme exemples le discours des industriels du tabac autrefois, aujourd'hui de certains grands patrons ou économistes « hétérodoxes » tels que « les Économistes atterrés ». Ils précisent que « des résultats qui apparaissent pour la première fois dans des rapports ou des livres, même à gros tirage, n’ont aucune fiabilité ».
En 2015, certains chercheurs en sciences sociales, notamment du groupe des Économistes atterrés, souhaitaient la création au sein du Conseil national des universités d'une section « Institutions, économie, territoire et sociétés ». Jean Tirole s'oppose à celle-ci dans une lettre ouverte à la ministre chargée de l'Enseignement supérieur, Najat Vallaud-Belkacem, dans laquelle il considère qu'elle serait « une catastrophe pour la visibilité et l’avenir de la recherche en sciences économiques dans notre pays ».« Il est indispensable que la qualité de la recherche soit évaluée sur la base de publications, forçant chaque chercheur à se confronter au jugement par les pairs. C’est le fondement même des progrès scientifiques dans toutes les disciplines. Chercher à se soustraire à ce jugement promeut le relativisme des connaissances, antichambre de l’obscurantisme. Les économistes autoproclamés « hétérodoxes » se doivent de respecter ce principe fondamental de la science. La création d’une nouvelle section du CNU vise à les soustraire à cette discipline ».

## Subjectivité de la différence entre orthodoxie et hétérodoxie
La différence entre orthodoxie et hétérodoxie est difficile à placer et est souvent subjective. Par exemple Thomas Piketty a largement recours aux méthodes quantitatives et à la modélisation, a publié dans des prestigieuses revues « orthodoxes » et est parfois considéré comme « hétérodoxe ». D'autres comme Gaël Giraud ou Matheus Grasselli utilisent des outils mathématiques plus avancés que ceux utilisés en économie « orthodoxe ».
L'assimilation entre « orthodoxe », mainstream ou École néoclassique est répandue alors que ces termes ne sont pas synonymes. De même, la notion d'« hétérodoxie » assimile rejet du mainstream et rejet de l'économie « orthodoxe ». Kenneth Arrow a travaillé aussi bien sur l'Équilibre général, « orthodoxie » des années 1950 que sur l'économie comme Système complexe, encore « hétérodoxe » en 2018.
Le courant keynésien était orthodoxe après la Seconde Guerre mondiale, ce qui a changé à la fin des années 1970 et au début des années 1980, il est depuis lors considéré comme hétérodoxe.

## Courants économiques considérés comme hétérodoxes
- Institutionnalisme
- École autrichienne (économie)
- Économie bouddhiste
- Distributionnisme
- Économie écologique
- Économie évolutionniste
- Économie féministe
- Économie libre
- Georgisme
- Économie de don
- Doctrine économique islamique
- Économie marxiste
- Mutuellisme
- Neuroéconomie
- Économie participative
- Économie politique
- Post-keynésianisme
- Théorie monétaire moderne
- École du circuit
- Économie de l'abondance
- Économie collaborative
- Économie socialiste
- Socioéconomie
- Technocratie
- Comptabilité énergétique

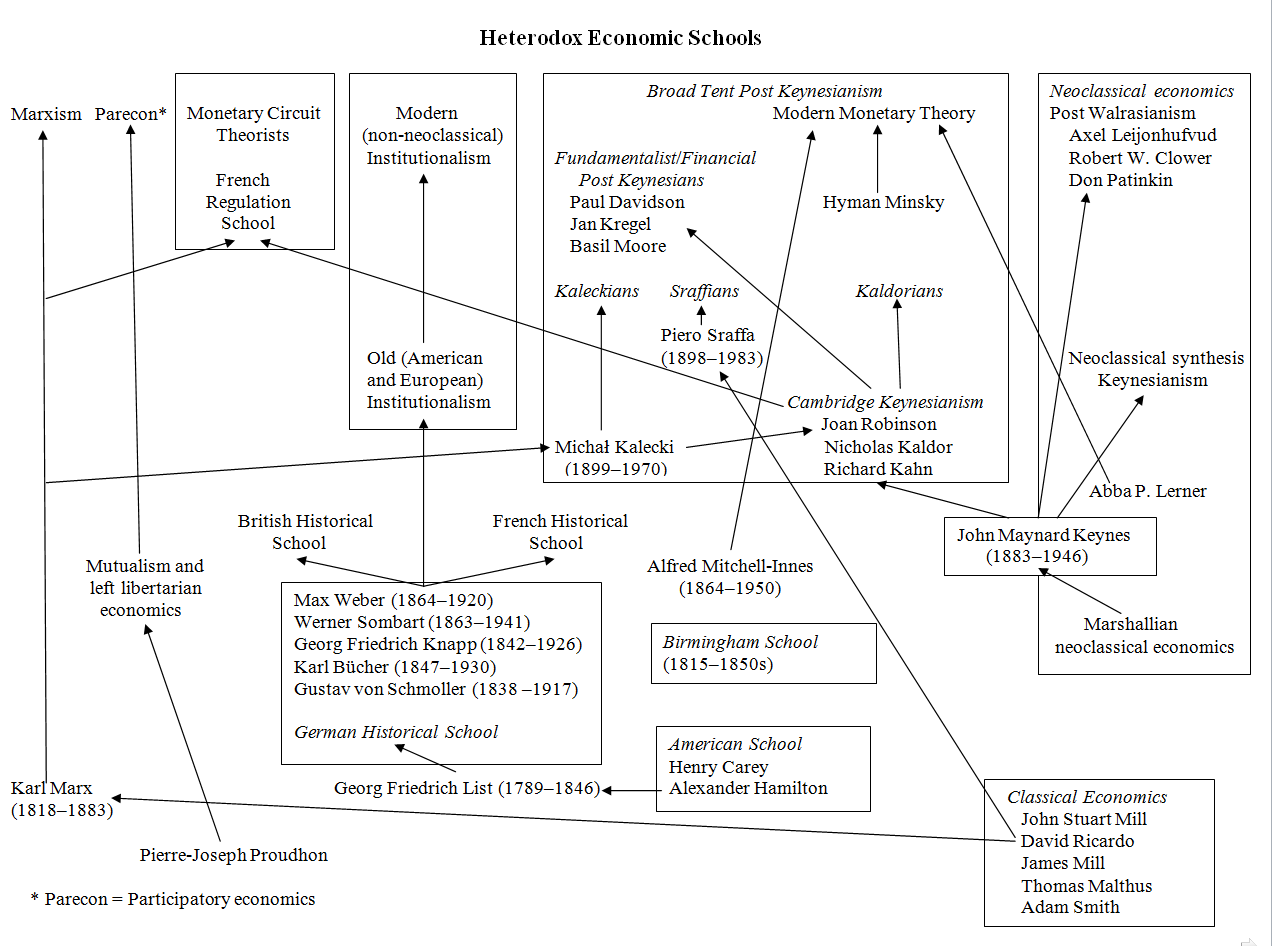
Arbre de familles d'hétérodoxies économiques

L'American Economic Association recense les courants hétérodoxes comme suit :
- Marxisme, Néomarxisme, Marxiens, Socialisme, Sraffraïsme
- Économie évolutionniste, Historicisme, Théorie néoinstitutionnelle, Cliométrie, Nouvelle économie institutionnelle, Schumpeterisme
- École autrichienne et néo-autrichienne
- Économie féministe
- Autres : Éconophysique, Économie verte, Doctrine économique islamique, économie pluraliste, économie inductive (en)